# Calino gardien de prison
Calino gardien de prison est un film muet français réalisé par Jean Durand et sorti en 1912.

## Fiche technique
- Réalisation et scénario : Jean Durand
- Société de production : Société des Établissements L. Gaumont
- Pays : France
- Format : Muet - Noir et blanc - 1,33:1 - 35 mm
- Métrage : 139 m
- Genre :  Comédie
- Durée : inconnue
- Date de sortie : 
  -  France - 1912

## Distribution
- Clément Mégé : Calino
- Gaston Modot